# Fagot (radioodbiornik)
Fagot DMT-301 – radioodbiornik stołowy, monofoniczny, zbudowany wyłącznie na tranzystorach, produkowany na początku lat 70. XX w. w ZR Unitra Diora. Był to pierwszy w Polsce w pełni tranzystorowy odbiornik stacjonarny, który wszedł do produkcji seryjnej.

## Informacje ogólne
W 1970 roku powstało pierwszych 179 egzemplarzy. Pierwsza informacja o radiu ukazała się w marcu 1971 r. w notatce „Nowe opracowania sprzętu RTV w przemyśle krajowym” w miesięczniku Radioamator i Krótkofalowiec 1971/3 s.53., a schemat w RiK-1972/4 s.99. Oficjalna prezentacja odbyła się na 40. Międzynarodowych Targach Poznańskich w czerwcu 1971 r. Produkcja seryjna miała miejsce w latach 1971–72 i wyniosła prawie 100 tys. sztuk.
Odbiornik ma moc wyjściową 1,5 W i cztery zakresy fal: Długie, Średnie, Krótkie (25–49m) i UKF (OiRT 65,5–74 MHz). Układ elektryczny zawiera 11 tranzystorów germanowych; wśród nich dwa polskie: TG3A i TG50. Nie ma już lamp elektronowych, nie ma jeszcze układów scalonych.

## Wygląd zewnętrzny
Obudowę i elementy sterujące przejął Fagot z produkowanej w tym czasie serii odbiorników lampowych DML, w szczególności z ostatniego odbiornika lampowego Klawesyn DML-306. Litery DML w symbolu oznaczały Domowy Monofoniczny Lampowy. Skrócona o 3 cm obudowa wykonana jest z twardej płyty wiórowej, oklejona naturalnym fornirem i politurowana. Przód odbiornika stanowi duża skala z szarego plexiglasu. Po prawej stronie widnieje na niej nowy znak firmowy fabryki – UNITRA-DIORA. Nazwa radia znalazła się na maskownicy głośnika. Skala ma taki sam układ jak lampowy poprzednik – zakresy ułożone są w kolejności U-D-S-K, z tego zakres UKF ma najwyższe częstotliwości po lewej stronie.
Na przedniej ściance zwracają uwagę klawisze przełącznika zakresów. Jest to przełącznik typu Isostat, którego przyciski wciskane są standardowo w poziomie, czyli prostopadle do ścianki radia. W Fagocie skonstruowano zestaw dodatkowych dźwigni, dzięki którym klawisze naciska się w kierunku pionowym, jak w dawnych odbiornikach lampowych. Podobne rozwiązanie występuje w OR Diana-stereo. Jeden z klawiszy (ARCz) służy do włączenia automatycznej regulacji częstotliwości na UKF. Obok przełącznika, po lewej stronie, znalazły się pokrętła potencjometru siły głosu z wyłącznikiem zasilania i potencjometr barwy tonu, a po prawej stronie dwa pokrętła strojenia AM i FM.

## Konstrukcja mechaniczna

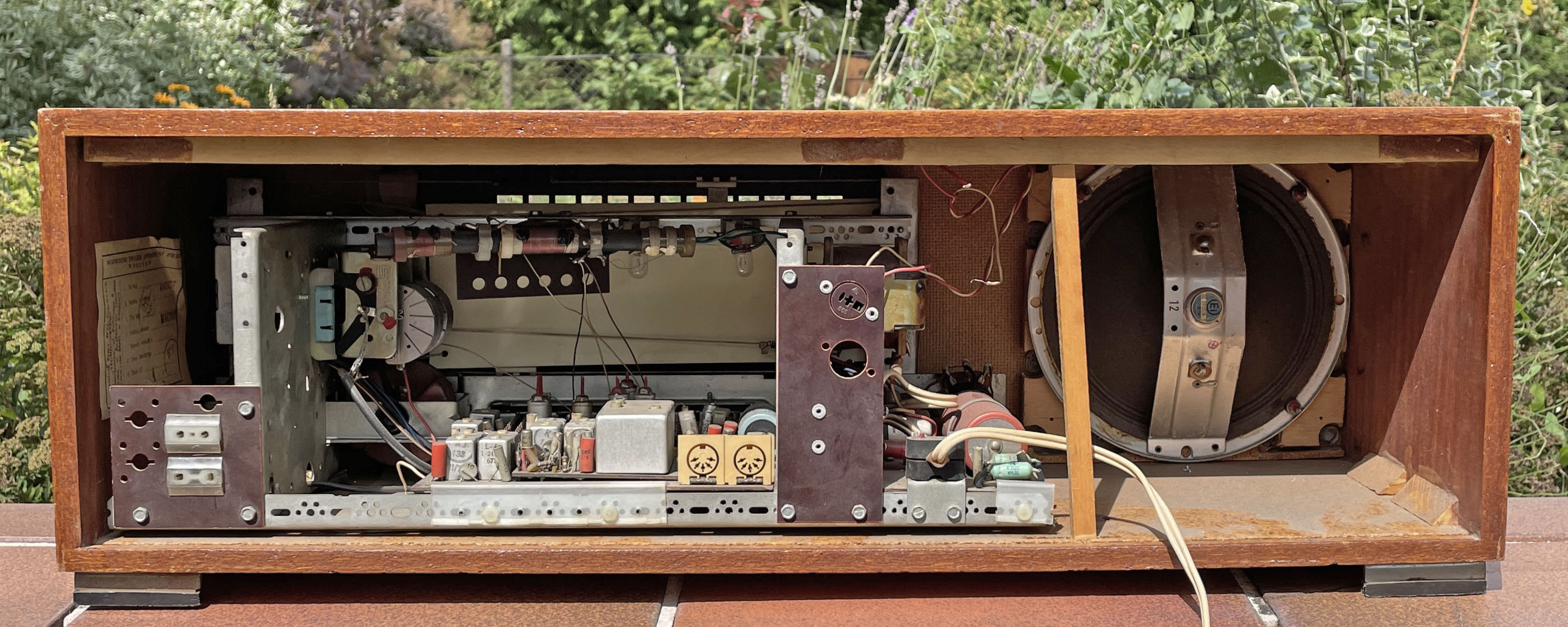

Charakterystyczne jest w Fagocie chassis, przejęte z modelu lampowego, mocowane do spodu obudowy przy pomocy czterech śrub z podwójnymi gumowymi podkładkami tłumiącymi drgania. Konstrukcję chassis stanowią dwa kątowniki z blachy ocynkowanej o długości 40 cm przebiegające wzdłuż radia, prostopadła do nich ramka przy płycie czołowej oraz poprzeczne pionowe przegrody blaszane, wysokie na 12,5 cm. W ten sposób wnętrze zostało podzielone na trzy klatki o szerokości ok. 6, 23 i 11 cm. W pierwszej klatce od lewej (patrząc z tyłu radia) znajduje się głowica UKF GF-21 i gniazda antenowe AM-FM na oddzielnej płytce bakelitowej. Puste otwory obok gniazd to miejsca po cewkach, które występowały w odbiornikach DML. W centralnej klatce jest główna płyta drukowana z wlutowanymi gniazdami DIN do podłączenia gramofonu i magnetofonu, kondensator zmienny i antena ferrytowa. W klatce trzeciej znalazł się wzmacniacz m.cz. i zasilacz oraz gniazdo głośnika zewnętrznego na płytce bakelitowej. Pusty otwór w płytce obok gniazda głośnikowego, który mógłby sugerować planowaną produkcję wersji stereofonicznej, to miejsce po metalowym gnieździe DIN występującym tutaj w modelach lampowych.  Pod płytą drukowaną wycięte jest w spodzie obudowy okienko serwisowe, zaślepione perforowaną tekturą. W pozostałej wolnej przestrzeni znalazł się okrągły głośnik 3W, 15 Ω produkcji jugosłowiańskiej (Elektronska Industrija) z magnesem po stronie membrany. Taki głośnik o grubości mniejszej niż 5 cm był zazwyczaj umieszczany w płytkich obudowach i trochę nie pasuje do obszernej obudowy Fagota.

## Układ elektryczny
W Fagocie zastosowano konstrukcję modułową układu elektrycznego. Głowica GF-21 na własnej płytce drukowanej w blaszanej osłonie umieszczona jest w pierwszej klatce. Zbudowana jest na trzech tranzystorach AF-106, ma oddzielny oscylator (w następnych popularnych odbiornikach był mieszacz samodrgający). Strojona jest oddzielnym, potrójnym kondensatorem powietrznym. Kolejny moduł stanowi wzmacniacz p.cz. AM-FM na płytce 2217-142, wlutowanej do płyty głównej. Trzeci odrębny moduł to wzmacniacz m.cz. na tranzystorach AC180/181 lub GC511/521 oraz zasilacz, zmontowane na płytce 2217-141 umieszczonej odrębnie w klatce trzeciej.
Do strojenia na zakresach AM służy kondensator powietrzny KPOM 375/500, stosowany w odbiornikach lampowych. Oddzielne kondensatory zmienne dla zakresów AM i FM pozwalają na zastosowanie dwóch pokręteł strojenia. Na osiach pokręteł umieszczono żeliwne koła zamachowe, zwiększające płynność i komfort strojenia. W niektórych egzemplarzach Fagota występują gałki mocowane do osi za pomocą śrubek – rozwiązanie powszechne w odbiornikach lampowych przez poprzednie kilkadziesiąt lat.